# John Berglund

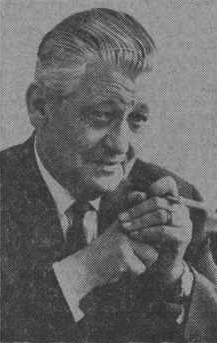
John Berglund

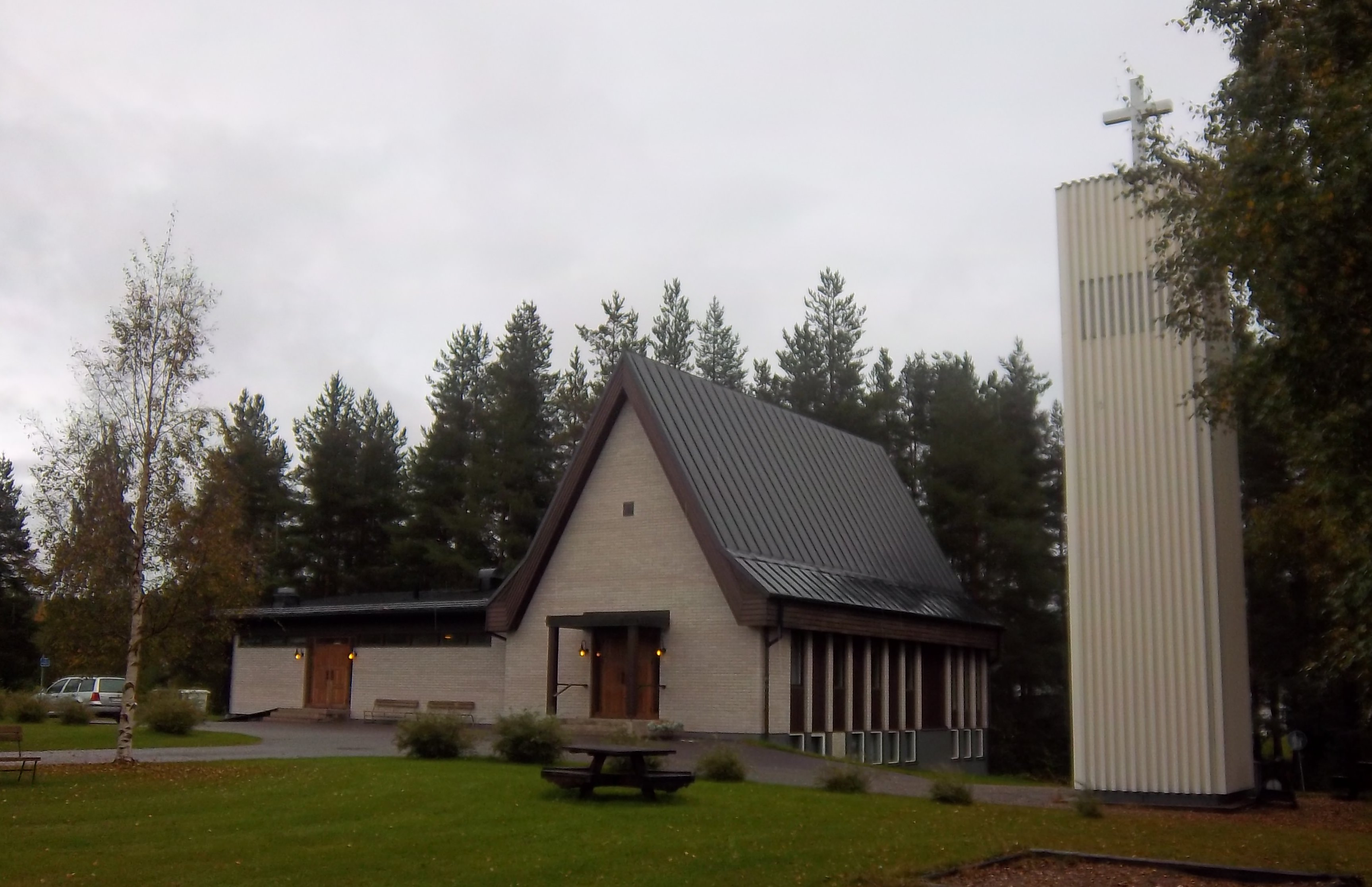
Vidsels kyrka, ritad av John Berglund och Gunnar Eklund (1968).

John Berglund, född 7 april 1900 i Möklinta församling, Västmanlands län, död där 23 augusti 1983, var en svensk arkitekt.
Berglund, som var son till lantbrukare Johan Berglund och Alma Alfredsson, avlade studentexamen i Västerås 1921 utexaminerades från Kungliga Tekniska högskolan 1936. Han var anställd hos arkitekt Björn Hedvall i Stockholm 1926–1934 och 1935–1946, på HSB:s arkitektkontor 1934–1935 och stadsarkitekt i Luleå 1946–1965. Han bedrev senare egen verksamhet i Möklinta. Han ritade bland annat Örnässkolorna i Örnäset, Luleå stadsbibliotek (1965) samt om-, på- och tillbyggnad av Luleå stadshotell efter branden 1959.